# Пономарёва, Софья Дмитриевна
Со́фья Дми́триевна Пономарёва (урождённая Позня́к; 25 сентября (6 октября) 1794 — 4 (16) мая 1824, Санкт-Петербург, похоронена на Волковском кладбище) — хозяйка литературного салона, в рамках которого существовало общество под её инициалами «С. Д. П.» («Сословие друзей просвещения»), литератор-дилетант.

## Биография
Отец — выслуживший потомственное дворянство тайный советник Дмитрий Прокофьевич Позняк (1764—1851), служивший в Сенате и канцеляриях генерал-губернаторов Новороссии и Петербурга. Младший брат, Иван Дмитриевич (1803-до 1848) — лицеист второго выпуска, служил в министерстве иностранных дел.
Софья получила блестящее домашнее образование, говорила на четырёх европейских языках. В 1814 году вышла замуж за богатого откупщика Акима Ивановича Пономарёва, не игравшего значительной роли в её салоне.
К 1821 году в доме Пономарёвых (Фурштатская улица, близ Таврического сада) сложился литературный салон. К июню 1821 года относится название шуточного общества «Сословие друзей просвещения». По отзывам современников, Пономарёва была начитанной дамой, легко декламировала на память любому поэту его собственные стихи, хорошо играла на музыкальных инструментах и пела. Среди её гостей были И. А. Крылов, Н. И. Гнедич (дальний родственник семьи Позняков), Н. И. Греч, А. Е. Измайлов, О. М. Сомов, А. Х. Востоков, А. А. Жандр, П. А. Катенин, В. И. Панаев, Е. А. Баратынский, В. К. Кюхельбекер, А. А. Дельвиг, А. Д. Илличевский. Гости Пономарёвой принадлежали к разным, враждебным друг другу литературным группировкам, например, Измайлов и литераторы из его «Благонамеренного» были оппонентами таких авторов, как Баратынский и Дельвиг. С пушкинскими товарищами по Лицею Пономарёва познакомилась, посещая там своего брата Ивана Позняка. Сам Пушкин во время существования салона Пономарёвой находился в южной ссылке.
Софья Дмитриевна принимала в своём салоне только мужчин и активно флиртовала с ними, изображая «детское проказничество», однако никогда не заходя в этом до «банальной связи». В салоне сложился «культ Софии», напоминающий средневековые «дворы любви» и «служения Даме». В «Сословии друзей просвещения» существовал особый ритуал инициации, пародировавший масонские ритуалы, и шутливые прозвища. Большое число стихотворений посвятили Пономарёвой долго и серьёзно влюблённые в неё Баратынский, Дельвиг и Сомов.
Всегда прелестна, весела,

Шутя кладет на сердце узы.

Как грация она мила

И образованна, как музы.— А. Е. Измайлов
"Богиня красоты вошла с Минервой в спор:

Софию, говорит, лишь я образовала..

«Ты ошибаешься, — Минерва ей сказала, -

Одна лишь я Софию создала,

Искусство, знания, любезность, благородство,

Ум образованный и вкус в неё влила;

Она во всем со мной имеет сходство,

И, наконец, я имя ей дала».— О. М. Сомов
Не ум один дивится Вам,

Опасны сердцу Ваши взоры:

Они лукавы, я слыхал,

И все предвидя осторожно,

От власти их, когда возможно,

Спасти рассудок я желал

Я в нём теперь едва ли волен,

И часто пасмурной душой,

За то я Вами недоволен,

Что недоволен сам собой.— Е. А. Баратынский
Значительная часть светских мадригалов, эпиграмм, шарад, акростихов, экспромтов и тому подобной продукции, сочинявшейся в салоне, печаталась в журнале Измайлова «Благонамеренный». Состав этих публикаций определяла сама Пономарёва («господин Попечитель» общества).
Литературное творчество Пономарёвой (о котором Измайлов писал И. И. Дмитриеву, что она «переводит на русский прозою лучше многих записных литераторов; пишет весьма недурно стихи») сохранилось плохо. Известны написанные ею «Речь по случаю открытия общества» С. Д. П. и проект устава общества; вероятно, ей же принадлежит напечатанная в «Благонамеренном» статья с пародийными элегиями «Страждущий поэт к издателю „Благонамеренного“», стилизованная под простодушную исповедь молодого поэта. Она подписана «Мотыльков», известно, что «Мотылёк» было одним из её прозвищ.
Из своих гостей Пономарёва серьёзно увлеклась поэтом, автором идиллий В. И. Панаевым, который, однако, отверг её, будучи до того долгое время безнадёжно влюблён сам:

Спустя год, встретившись со мною на улице, она со слезами просила у меня прощения за все, умоляла возобновить знакомство… Прощание это было трогательным: она горько плакала, целовала мне руки, вышла проводить меня в переднюю во двор и на улицу. Я уехал совершенно с нею примиренным, но уже с погасшим чувством прежней любви. В марте следующего года я воротился из Казани помолвленным. Во вторник на Страстной неделе, она присылала меня поздравить. В первый же день Святого праздника еду к ним похристосоваться. Муж печально объявляет мне, что она нездорова, лежит в сильном жару. Прошел, однако, спросить, не примет ли она меня в постели, но возвратился с ответом, что — не может, но очень просит заехать в следующее воскресение. Приезжаю — какое зрелище?! Она была уже на столе, скончавшись в тот самый день от воспаления мозга!!
Когда я рядом с её отцом шел за гробом, он сказал мне: «Если бы она следовала Вашим советам и сохранила Вашу дружбу, то мы не провожали бы её сейчас на кладбище!»

Софья Дмитриевна умерла на 30-м году жизни в больших страданиях; на её смерть Дельвиг написал следующую эпитафию:

Жизнью земною играла она, как младенец игрушкой.

Скоро разбила её: верно утешилась там.

Муж Пономарёвой пережил её. У них был один ребёнок — сын Дмитрий Акимович, товарищ Лермонтова по юнкерской школе и поручик лейб-гвардии Гусарского полка; растратив отцовское состояние, он застрелился.